# Iwo
Iwo, Iwon – imię męskie pochodzenia germańskiego (ewentualnie celtyckiego). Wywodzi się najprawdopodobniej z języka staro-wysoko-niemieckiego iwa oznaczającego „drzewo cisowe”, „łuk z cisowego drewna” lub wierzba, ewentualnie bretońska (iroszkocka) forma imienia Jan będąca zapożyczeniem z języka greckiego od Ιωάννης. Forma Iwon powstała pod wpływem łacińskim. W Polsce imię Iwo zanotowano w 1206 roku. Wśród imion nadawanych nowo narodzonym dzieciom, Iwo w 2017 r. zajmował 97. miejsce w grupie imion męskich. 
Według SGKPiKS; Iwo, Iwon, Iwik, dawne imię, częste w Wielkopolsce i Małopolsce w epoce piastowskiej, stanowi źródłosłów nazw: Iwanowice, Iwonowice, Iwony, Iwonie, Iwowe, Iwiczne, które należy wyróżniać od podobnych nazw utworzonych od rusińskiej formy imienia Jan (Iwan), która znana była również w epoce piastowskiej. 
Żeński odpowiednik: Iwona. 
Iwo imieniny obchodzi 19 maja oraz 20 maja (w rzeczywistości 20 maja to dzień wspomnienia św. Iwona, wspominanego 19 maja, obchodzony w Kongregacji Kanoników Regularnych Laterańskich).

## Osoby o imieniu Iwo
- Iwo z Bretanii, święty
- Ivo Andrić, bośniacki pisarz
- Iwo Białynicki-Birula
- Iwo Jaworski
- Ivo Karlović
- Iwo Odrowąż
- Iwo Cyprian Pogonowski
- Iwo Pawłowski
- Ivo Pešák
- Ivo Pogorelić
- Iwo Wojciechowski
- Iwo Zaniewski